# Académie des technologies
L'Académie des technologies est une société savante française, fondée le 12 décembre 2000, dont le but est d’« éclairer la société sur le meilleur usage des technologies ». Elle est un établissement public à caractère administratif en France depuis 2007.

## Historique
L'idée de l'Académie des technologies est lancée, dès 1997, par Jacques-Louis Lions, alors président de l'Académie des sciences. La réforme est validée en 1998 par le Conseil des applications de l'Académie des sciences (CADAS), dont l'Académie des technologies va prendre la suite.
L'Académie est fondée le 12 décembre 2000. Son premier président est Pierre Castillon.
En mars 2007, elle devient un établissement public à caractère administratif, en vertu de la loi de programme pour la recherche de 2006. Elle est placée sous la protection du président de la République.

## Constitution, buts et activité
L'Académie est constituée de 339 membres français ou étrangers désignés par cooptation, renforcés par un réseau national et un réseau international d’experts. Dix pôles préparent communications, avis, rapports ou expertises.
Son objectif est de fournir une expertise scientifique et technique, et d'ouvrir, permettre et enrichir le débat sur la technologie, conformément à sa devise, « Pour un progrès raisonné, choisi, partagé ».
Ses actions visent principalement trois types de public : les pouvoirs publics eux-mêmes, les entreprises et la société civile. Le changement de statut donne à ces fonctions une mission de service public. Elle est ainsi expressément chargée d'un rôle de conseil du gouvernement français.
L'Académie se réunit en assemblée pour adopter les avis et le rapport annuel, ainsi que pour procéder aux votes de cooptation. Le bureau est constitué d'un président, d'un vice-président et d'un délégué général élus, ainsi que du président sortant. Le conseil académique, qui joue aussi le rôle de conseil d'administration, comprend outre les membres du bureau, cinq membres de l'assemblée désignés au sein de ses instances (sections) et sept membres élus par l'assemblée générale. Le conseil académique et, dans certains cas, le bureau, assurent la gestion de l'Académie.
L’Académie est membre d’Euro-CASE, fédération européenne de 21 académies des technologies rassemblant 6 000 experts, et du CAETS, conseil international d'académies des technologies.

## Organisation de l'Académie

### Présidents
- Pierre Castillon, président-fondateur (1999-2002)
- Jean-Claude Lehmann (2003-2004)
- François Guinot (2005-2006) et (2007-2008)
- Alain Pompidou (2009-2010)
- Bruno Revellin-Falcoz (2011-2012)
- Gérard Roucairol (2013-2014)
- Alain Bugat (2015-2016)
- Alain Bravo (2017)
- Bruno Jarry (2018)[6]
- Pascal Viginier (2019-2021)
- Denis Ranque (2021-2024)
- Patrick Pélata (2024-)

### Vice-présidents
- Jean-Claude Lehmann
- François Guinot (2003-2004)
- Yves Farge (2005-2006)
- Alain Pompidou (2007-2008)
- Bruno Revellin-Falcoz (2009-2010)
- Gérard Roucairol (2011-2012)
- Alain Bugat (2013-2014)
- Alain Bravo (2015-2016)
- Bruno Jarry (2017-2018)
- Dominique Vernay (2019-2021)
- Yves Bamberger (2022-2024)
- Manoelle Lepoutre (2024-

### Délégués généraux
- Pierre Perrier (2001-2004)
- Paul Parnière (2005-2007)
- Pierre-Etienne Bost (2007-2010)
- Jean-Claude Raoul (2011-2013)
- Alain Bravo (2013-2014)
- Olivier Appert (2015-2016)
- Edwige Bonnevie (2019-2021)
- Paul Friedel (2022-)

### Quelques membres
- Hervé Arribart, physicien et chimiste
- Alain Aspect, physicien, prix Nobel de physique.
- Véronique Bellon-Maurel, agronome
- Alain-Michel Boudet, biologiste
- Thierry Breton, dirigeant d'entreprises, homme politique
- Gérald Bronner, sociologue
- Éric Carreel[7], ingénieur et entrepreneur
- Bernard Charlès, directeur général de Dassault Systèmes[8]
- Philippe Ciarlet, mathématicien
- Bernard Decomps, physicien
- Barbara Demeneix, endocrinologue
- Jacques Ducuing, physicien
- Albert Fert, physicien
- Mathias Fink, physicien
- Paul Friedel, ingénieur
- André Frouin, ingénieur agronome
- Erol Gelenbe, informaticien
- Corinne Gendron, sociologue
- Marc Giget, entrepreneur
- Marion Guillou, ingénieur agronome
- Marc Himbert, physicien métrologue
- Luc Julia, ingénieur et informaticien
- Daniel Kaplan, physicien
- François Képès, biologiste cellulaire
- Étienne Klein, physicien
- Patrick Lagadec, économiste
- Michel Lavalou, chimiste
- Jean-Marie Lehn[9], prix Nobel de chimie
- Jacques Lewiner, physicien
- Valérie Masson-Delmotte, paléoclimatologue
- Victoire de Margerie, chef d'entreprise
- Bernard Maitenaz, physicien et industriel
- André Maréchal, physicien
- Jacques Marescaux, médecin
- Bertrand Meyer, informaticien
- Linh Nguyen, physicien
- Bernard Saunier, fondateur de plusieurs sociétés d'ingénierie
- Jean Todt, président de la Fédération internationale de l'automobile
- Roland Vardanega, industriel
- Pierre Veltz, ingénieur et sociologue
- Michel Virlogeux, ingénieur des ponts

## Prise de position
L'Académie des technologies estime qu'en matière de réchauffement climatique, la « sobriété est nécessaire à court terme, car la technologie ne [suffit] pas à faire face à l’urgence climatique ». De manière plus générale, elle affirme que la « sobriété est nécessaire au progrès et [que] le progrès est nécessaire à la sobriété ».